# Le Damné (film, 1997)
Pour les articles homonymes, voir Le Damné.
Pour plus de détails, voir Fiche technique et Distribution.
Le Damné (Playing God) est un film américain réalisé par Andy Wilson (en), sorti en 1997.

## Synopsis
Le Dr Eugene Sands est un chirurgien dont la licence a été révoquée en raison de son penchant pour les drogues. Une nuit, dans un bar, Sands effectue une opération improvisée sur un homme qui a été touché lors d'une fusillade au volant. Cette même nuit, il consomme les substances qui l'ont fait radier de l'ordre, qu'il n'a jamais cessé de consommer par culpabilité, et s'endort. Il est emmené par les gardes de Raymond Blossom qui l'invitent à sortir avec lui pour le remercier d'avoir sauvé son ami.
Accompagnés de deux Russes en affaires avec Blossom et sa provocante petite amie Claire, ils vont voir un match de basket-ball, où ils sont scrutés par l'agent du FBI Cage, et dans un club où Blossom et Vladimir se disputent car le premier veut exclure les Russes de leurs transactions en faveur des Chinois. En représailles, Vladimir, sur ordre de son patron Dimitri, braque un entrepôt de Blossom mais est capturé et grièvement blessé.
Une limousine récupère Sands et l'emmène à Malibu , dans la villa de Raymond et de Claire, où il lui est proposé de revenir opérer pour eux afin de sauver la vie de Vladimir qui se trouve entre la vie et la mort. Sands accepte, mais Vladimir, une fois rétabli, est tué par Blossom à l'insu du chirurgien après lui avoir extorqué l'entrepôt où sont cachées les marchandises qui lui ont été volées.
Sands est envoyé quelques jours plus tard pour soigner un  homme qui s'avère mort pendant plusieurs heures et, effrayé par son complice qui pointe une arme sur lui et le menace, il décide de s'arrêter et de s'enfuir, mais reçoit la visite de l'agent du FBI qui le fait chanter pour qu'il l'aide à piéger Blossom et le Chinois avec qui il veut faire des affaires. Sands découvre ainsi qu'il y a un infiltré du FBI dans le cercle de Blossom.
Pendant ce temps, Dimitri lui-même se rend chez Blossom et tire sur ses plus proches collaborateurs, mais est tué avant de pouvoir porter le coup final à Claire, qui est sauvée à temps et sortie par Eugène après avoir découvert qu'elle était l'infiltrée du FBI dans le groupe de Raymond.
Les deux hommes s'enfuient vers la maison en bord de mer de la famille de l'ancien chirurgien où il commence une désintoxication. Avant d'être mis au courant de la situation des deux, l'agent Cage conclut un accord avec Blossom dans lequel il parvient à piéger le Chinois avec lequel le criminel voulait remplacer les Russes en échange de Claire, même morte. Sands est ensuite emmené dans un lieu sécurisé protégé par deux agents et Claire retourne sous couverture avec Raymond, pour aller ensemble piéger le patron chinois.
Plus tard, les deux hommes chez qui Sands avait été envoyé avant qu'il ne veuille s'échapper entrent par effraction pour le tuer sur ordre de Blossom, mais Eugène parvient à s'échapper et à atteindre le lieu de rencontre entre les deux patrons où le piège se déclenche quand le Chinois les dénonce et Raymond est contraint de fuir avec Claire en otage, poursuivi par Eugène et à son tour par l'agent Cage.
L'ancien chirurgien parvient à libérer Claire, mais avant de s'échapper, il s'arrête pour aider Blossom, qui a été impliqué dans un accident en essayant de récupérer le courrier et grièvement blessée. 
Eugène raconte ce qui s'est passé ensuite : Raymond Blossom a survécu et s'est retrouvé en prison. 
Le médecin pourrait même récupérer sa licence médicale.

## Fiche technique
- Titre français : Le Damné
- Titre original : Playing God
- Réalisation : Andy Wilson (en)
- Scénario : Mark Haskell Smith
- Musique : Richard Hartley
- Photographie : Anthony B. Richmond
- Montage : Louise Rubacky
- Production : Marc Abraham et Laura Bickford
- Sociétés de production : Touchstone Pictures, Beacon Communications et Club Pictures
- Société de distribution : Buena Vista Pictures Distribution
- Pays :  États-Unis
- Langue : Anglais
- Format : Couleur - Dolby Digital - 35 mm - 1.85:1
- Genre : Thriller, Drame
- Durée : 94 min
- Dates de sortie : 
  - 17 octobre 1997 (États-Unis)
  - 8 juillet 1998 (France)

## Distribution
- David Duchovny (VF : Georges Caudron) : Dr. Eugene Sands
- Timothy Hutton (VF : Bruno Dubernat) : Raymond Blossom
- Angelina Jolie (VF : Brigitte Berges) : Claire
- Michael Massee (VF : Hervé Bellon) : Gage
- Peter Stormare (VF : Igor de Savitch) : Vladimir
- Andrew Tiernan (VF : Thierry Mercier) : Cyril
- Gary Dourdan (VF : Jean-Paul Pitolin) : Yates
- John Hawkes (VF : Emmanuel Karsen) : Flick
- Will Stewart (VF : Didier Cherbuy) : Perry
- Philip Moon (VF : Guillaume Orsat) : Casey
- Pasha D. Lychnikoff : Andrei
- Tracey Walter : Jim
- Sandra Kinder : Sue
- Bill Rosier : Jerry
- Keone Young : M. Ksi